# النبض الذي تخطاه قلبي
النبض الذي تخطاه قلبي (بالفرنسية:  De battre mon cœur s'est arrêté)‏ هو فيلم نيو-نوار دراما فرنسي من إخراج جاك أوديار وبطولة روميان دوريس، نيلس أريستروب، جوناثان زكاي ولينه دان فام، صدر الفيلم في فرنسا في 16 مارس 2005.

## وصلات خارجية
- النبض الذي تخطاه قلبي على موقع IMDb (الإنجليزية)
- النبض الذي تخطاه قلبي على موقع ميتاكريتيك (الإنجليزية)
- النبض الذي تخطاه قلبي على موقع روتن توميتوز (الإنجليزية)
- النبض الذي تخطاه قلبي على موقع نتفليكس (الإنجليزية)
- النبض الذي تخطاه قلبي على موقع ألو سيني (الفرنسية)
- النبض الذي تخطاه قلبي على موقع Turner Classic Movies (الإنجليزية)
- النبض الذي تخطاه قلبي على موقع أول موفي (الإنجليزية)
- النبض الذي تخطاه قلبي على موقع بوكس أوفيس موجو (الإنجليزية)
- النبض الذي تخطاه قلبي على موقع فيلمافينيتي (الإسبانية)
- النبض الذي تخطاه قلبي على موقع قاعدة بيانات الأفلام السويدية (السويدية)